# Guillermo Fernández (Fußballspieler)
Guillermo Fernández, vollständiger Name Guillermo Federico Fernández Errasquin, (* 2. Juni 1986 in Montevideo) ist ein uruguayischer Fußballspieler.

## Karriere
Der 1,82 Meter große Defensivakteur Fernández gehörte zu Beginn seiner Karriere von 2007 bis Mitte 2012 dem Kader der Rampla Juniors an. In der Saison 2007/08 absolvierte er bei den Montevideanern zwei Spiele (kein Tor) in der Primera División. Es folgte in der zweiten Jahreshälfte 2012 ein Engagement beim argentinischen Verein 9 de Julio Rafaela. Anfang 2013 wechselte Fernández zum Club Sportivo Cerrito. In der Saison 2013/14 wurde er 16-mal in der Segunda División eingesetzt. Während der anschließenden Apertura 2014 bestritt er neun weitere Zweitligapartien. Ein Pflichtspieltreffer gelang ihm in diesem Zeitraum nicht. Mitte Januar 2015 verpflichtete ihn der Huracán Football Club, für den er in der Clausura 2015 in einer einzigen Zweitligabegegnung (kein Tor) auflief. Anfang September 2015 kehrte er zum nunmehr in der Segunda División Amateur antretenden Cerrito zurück. Nach dem Aufstieg am Saisonende wurde er in der Zwischenspielzeit 2016 neunmal (kein Tor) in der zweithöchsten uruguayischen Spielklasse eingesetzt.